# Femma
Femma is een Belgische vrouwenvereniging die actief is in Vlaanderen en Brussels Hoofdstedelijk Gewest. De organisatie maakt deel uit van de Christelijke Arbeidersbeweging Beweging.net. De Franstalige tegenhanger is Vie Féminine.

## Historiek
Het Nationaal Verbond der Christelijke Vrouwengilden werd in 1920 opgericht door Maria Baers, die de Vlaamse afdeling zou leiden en Victoire Cappe, die de Franstalige afdeling zou leiden. De vereniging ontstond uit het Algemeen Secretariaat van de Christelijke Sociale Vrouwenwerken van België dat door beide in 1912 op initiatief van kardinaal Mercier was opgericht. In 1932 werd de organisatie herdoopt in de Kristelijke Arbeiders Vrouwengilde (KAV).
In 1992 werd de organisatie herdoopt in Kristelijke Arbeiders Vrouwenbeweging. In navolging van een maatschappelijke seculariseringstendens gaat de organisatie sinds 12 mei 2012 als Femma door het leven. Bij de bekendmaking in het Kursaal van Oostende werd tevens de naamswijziging van het maandblad Vrouw en Wereld naar Femma bekendgemaakt.

## Structuur

### Bestuur
| Periode      | Voorzitster            |
| NVCV         | NVCV                   |
| ------------ | ---------------------- |
| 1920 - 1932  | Maria Baers            |
| KAV          |                        |
| 1932 - 1951  | Maria Baers            |
| 1951 - 1956  | Stella Walrave         |
| 1956 - 1964  | Marie-Thérèse Bouvin   |
| 1965 - 1975  | Alice Van Cauwenberghe |
| 1975 - 1983  | Wiske Van Weyenberg    |
| 1983 - ?     | Maria Van Neste        |
| ...          |                        |
| 2003 - 2007  | Suzette Verhoeven      |
| 2007 - 2011  | Marietje Van Wolputte  |
| 2011 - 2012  | Chris Goossens         |
| Femma        |                        |
| 2012 - 2014  | Chris Goossens         |
| 2014 - 2020  | Greet De Ceukelaire    |
| 2020 - heden | Diane Mintjens         |

| Periode     | Ondervoorzitster      |
| KAV         | KAV                   |
| ----------- | --------------------- |
| 1951 - 1961 | Maria Gevaert         |
| ...         |                       |
| 1992 - 2000 | Marietje Van Wolputte |
| 2000 - 2003 | Suzette Verhoeven     |
| ...         |                       |

| Periode      | Algemeen secretaris                                           |
| NVCV         | NVCV                                                          |
| ------------ | ------------------------------------------------------------- |
| 1920 - 1932  | Helena De Coster                                              |
| KAV          |                                                               |
| 1932 - 1944  | Helena De Coster                                              |
| 1944 - 1948  | Maria Nagels (waarnemend) Philippine Vande Putte (waarnemend) |
| 1948 - 1952  | Philippine Vande Putte (waarnemend)                           |
| 1952 - 1959  | Philippine Vande Putte                                        |
| 1959 - 1964  | Regina Cattrysse                                              |
| 1964 - 1973  | Rika Steyaert                                                 |
| 1973 - 1974  | Maria Meersman, Nora Dompas, Mia Druwé & Han De Preytere      |
| 1975 - 1983  | Maria Meersman                                                |
| 1983 - 1987  | Gusta Frooninckx                                              |
| 1987 - 1989  | An Hermans                                                    |
| 1989 - 1993  | Sonja Becq                                                    |
| ...          |                                                               |
| ? - 2011     | Annemie Janssens                                              |
| 2011 - 2012  | Eva Brumagne                                                  |
| Femma        |                                                               |
| 2012 - 2023  | Eva Brumagne                                                  |
| 2024 - heden | Griet Janssens                                                |

### Ledenaantal
Het ledenaantal van Femma kende doorheen de geschiedenis een gestage groei tot ongeveer 325.000 leden in de jaren 80; daarna nam het ledenaantal af. In 2014 telde Femma 65.000 leden.